# Linda van Impelen
Linda Johanna Wilhelmina van Impelen (Helmond, 8 augustus 1985) is een Nederlandse paralympische alpineskiër. Zij vertegenwoordigt Nederland in verschillende alpinedisciplines in het zitskiën. Op de disciplines slalom en reuze slalom heeft ze al een paar keer het podium bereikt. 

## Biografie
Linda loopt in 2009 een dwarslaesie op bij een ernstig auto-ongeluk in Queensland, Australië. Vanaf haar zesde was skiën al haar passie. Na dit ongeluk ontdekt zij het zitskiën, waarin zij nu actief is.
Naast zitskiën is ze in de zomer actief met zit-wakeboarden en handbiken.

## Belangrijkste uitslagen
- Europa cup overall 2016
- 4e plaats world cup, reuze slalom Tarvisio
- Zilver op de reuzenslalom zittend, paralympische winterspelen 2018 Peyongchang